# FarmVille
FarmVille（台灣翻譯為農場鄉村）是一個運作在社交網路服務網站Facebook上的農場模擬遊戲，由Zynga公司開發。玩家連接Facebook帳户後會獲得一個虛擬的農場，可以在其中種植及收成虛擬的作物、樹木及動物，用戶也可以拜訪其他用戶的農場。
到2010年三月為止，FarmVille的用戶數已到達八千多萬人，是Facebook中最受歡迎的應用程式，而加入 FarmVille Fan 的用戶數亦高達二千多萬人，當時FarmVille用戶的總數約佔 Facebook 總用戶的 20%，超過當時世界人口總數的 1%。
雖然FarmVille 不是 Facebook 上唯一的農場遊戲，但 FarmVille 農場的擺設相當自由，而且有Avatar系統，可以讓使用者設計自己的造型，和其他農場遊戲不同，因此獲得巨大成功。
由於 Adobe 將停止對於 Adobe Flash Player 在瀏覽器上的支援和更新，而使得 FarmVille 直接受到影響，Zynga決定在2020年底關閉在Facebook平台上營運了11年(2010-2020)的FarmVille原始版而正式走入歷史。